# Podocarpus oleifolius
Podocarpus oleifolius är en barrträdart som beskrevs av David Don. Podocarpus oleifolius ingår i släktet Podocarpus och familjen Podocarpaceae. IUCN kategoriserar arten globalt som livskraftig. Inga underarter finns listade i Catalogue of Life.

## Bildgalleri

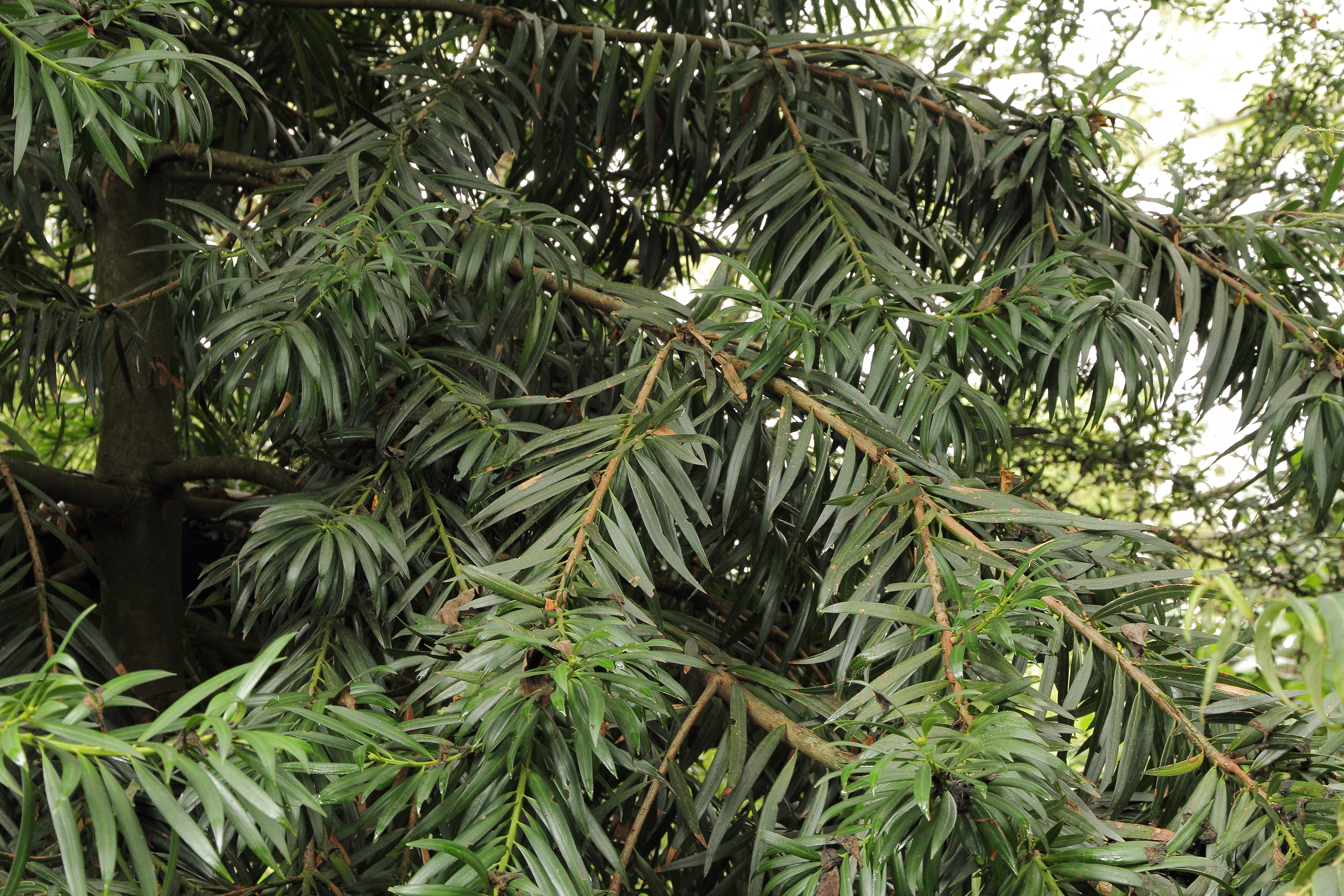
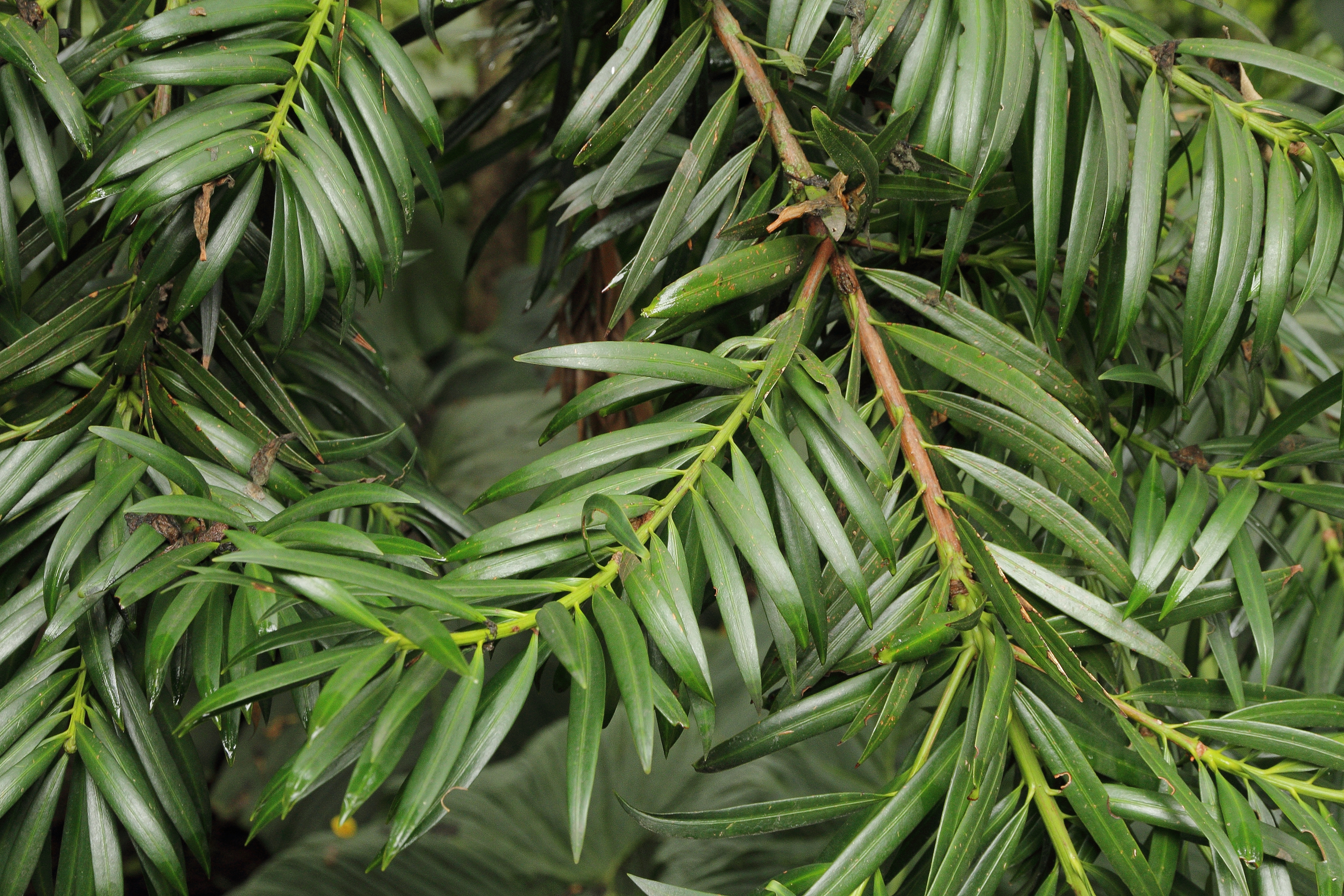